# Военная академия имени М. В. Фрунзе
Военная орденов Ленина и Октябрьской Революции, Краснознамённая, ордена Суворова академия имени М. В. Фрунзе — высшее военное учебное заведение, существовавшее с 1918 года по 1998 год.
Задачей академии была подготовка краскомов и офицеров с высшим военным и высшим военно-специальным образованием. В 1998 году учебное заведение преобразовано в Общевойсковую академию Вооружённых Сил Российской Федерации.

## До революции
Военная академия имени М. В. Фрунзе ведёт историю от Николаевской (Императорской) академии Генерального штаба ВС России, основанной 26 ноября 1832 года. Николаевская академия Генерального штаба была военно-научным центром Российского государства. За время существования из её стен было выпущено несколько тысяч офицеров с высшим военным образованием, которые заняли практически все высшие административные и командные должности в гвардии, армии и так далее, и заложили основы высшей военной школы России.

## В Советской России и Союзе ССР
3 мая 1918 года Николаевская академия Генерального штаба была реорганизована в Академию Генерального штаба РККА. Первый набор ноября 1918 года принял 183 слушателя.
В 1921 году учебное заведение было преобразовано в Военную академию РККА.
С 31 октября 1925 года по 1998 год академия носила имя Михаила Васильевича Фрунзе, который руководил ею с 1923 по 1925 год.
В годы Великой Отечественной войны, с ноября 1941 года по декабрь 1943 года, академия была эвакуирована в город Фрунзе (Киргизская ССР). В 1942 году академия находилась в городе Ташкенте (Узбекская ССР), а тактические занятия проводились в городе Чирчике. Также срок обучения в этом году был сокращён до 8 месяцев (ускоренный курс). В конце 1941 года приказом Верховного Главнокомандующего ВС СССР в академии были организованы трёхмесячные курсы по ускоренной подготовке офицеров для создания резерва командиров батальонов и полков. Состав был набран из имеющих практический боевой опыт, выздоровевших раненых, грамотных и волевых офицеров.
Академия подготовила десятки тысяч офицеров, из них около тридцати стали Маршалами Советского Союза и Главными Маршалами родов войск, более шестидесяти — генералами армии и маршалами родов войск. Выпускниками академии были Е. В. Бедин, С. М. Будённый, Н. Ф. Ватутин, Л. А. Говоров, М. В. Захаров, И. С. Конев, Р. Я. Малиновский, П. С. Рыбалко, Г. М. Штерн, В. И. Чуйков. Более 700 выпускников академии удостоены звания Героя Советского Союза и Героя Российской Федерации.

## Академия после 1991 года
1 ноября 1998 года на основании постановления Правительства РФ от 29 августа 1998 г. № 1009 на базе Военной академии имени М. В. Фрунзе, Военной академии бронетанковых войск имени Маршала Советского Союза Р. Я. Малиновского и 1-х Высших офицерских курсов «Выстрел» имени Маршала Советского Союза Б. М. Шапошникова была образована Общевойсковая академия Вооружённых Сил Российской Федерации.

## Начальники академии
- 1918—1919 Климович, Антон Карлович
- 1919—1921 Снесарев, Андрей Евгеньевич
- 05.08.1921— 24.01.1922 Тухачевский, Михаил Николаевич
- 1922 Геккер, Анатолий Ильич
- 1922—1924 Лебедев, Павел Павлович
- 1924—1925 Фрунзе, Михаил Васильевич
- 1925—1932 Эйдеман, Роберт Петрович
- 1932—1935 Шапошников, Борис Михайлович
- 1935—1937 Корк, Август Иванович
- 1937—1939 Верёвкин-Рахальский, Николай Андреевич
- 1939—1941 Хозин, Михаил Семёнович
- 1941—1944 Верёвкин-Рахальский, Николай Андреевич
- 1944—1948 Чибисов, Никандр Евлампиевич
- 1948—1950 Цветаев, Вячеслав Дмитриевич
- 1950—1954 Жадов, Алексей Семёнович
- 1954—1968 Курочкин, Павел Алексеевич
- 1968—1969 Стученко, Андрей Трофимович
- 1969—1978 Радзиевский, Алексей Иванович
- 1978—1982 Мельников, Павел Васильевич
- 1982—1985 Обатуров, Геннадий Иванович
- 1985—1991 Кончиц, Владимир Николаевич
- 1991 Лобов, Владимир Николаевич
- 1992—1997 Кузьмин, Фёдор Михайлович
- 1997—1998 Золотов, Леонид Сергеевич

## Награды академии
- Орден Жукова (2018)
- Орден Ленина (18.12.1934)[2]
- Орден Октябрьской Революции (8.12.1978)
- Орден Красного Знамени (9.01.1922)
- Орден Суворова I степени (21.02.1945)

ордена иностранных государств
- Орден Народной Республики Болгария I степени (НРБ, 3.11.1967)
- Орден Красного Знамени (МНР, 5.12.1968)
- Боевой орден «За заслуги перед народом и Отечеством» в золоте (ГДР, 1.03.1971)
- Орден Красного Знамени (ВНР, 1.04.1975)
- Орден Дружбы (Вьетнам, 23.03.1977)
- Орден Красного Знамени (ЧССР, 17.02.1978)
- Орден Заслуг перед Республикой Польша (ПНР, 22.02.1978)
- Орден «22 июня» (НДРЙ, 1.09.1980)
- Орден Антонио Масео (Куба, 22.01.1983)

## Дополнительная информация
- Специальный факультет Военной академии РККА имени М. В. Фрунзе
- Военная академия Генерального штаба Вооружённых сил Российской Федерации
- Категория:Выпускники Военной академии имени М. В. Фрунзе
- Категория:Преподаватели Военной академии имени М. В. Фрунзе